# Liste der Herrscher von Sachsen-Eisenach
Die Liste der Herrscher von Sachsen-Eisenach enthält die mit dem Titel eines Herzogs zu Sachsen ausgestatteten Fürsten von Eisenach.
Sachsen-Eisenach, ein ernestinisches Herzogtum, war ein Fürstentum innerhalb des Heiligen Römischen Reiches und entstand 1596 durch die Landesteilung von Sachsen-Coburg-Eisenach. Es existierte über einen Zeitraum von rund zwei Jahrhunderten bis 1809, allerdings mit zwei Unterbrechungen: Von 1638 bis 1640/41 sowie von 1644 bis 1662/72 war Sachsen-Eisenach integraler Bestandteil von Sachsen-Weimar. Gemeinsam mit diesem Staat wurde es, zusammengefasst als Sachsen-Weimar-Eisenach bezeichnet, ab 1741 in Personalunion regiert, die 1809 in eine Realunion umgewandelt wurde.
Insgesamt gab es elf Titelträger, die letzten drei regierten in Personalunion und gehörten dem Haus Sachsen-Weimar(-Eisenach) an. Die vier Titelträger davor, also Johann Georg I. und seine drei regierenden Nachfahren, bilden die Jüngere Linie Sachsen-Eisenach, eine Nebenlinie Sachsen-Weimars.

## Herzöge zu Sachsen und Fürsten von Eisenach
| Bild | Name (Lebensdaten)                                       | Regierungszeit | Verwandtschaft                                     | Anmerkungen |
| --- | -------------------------------------------------------- | -------------- | -------------------------------------------------- | --- |
| | Johann Ernst (* 9. Juli 1566; † 23. Oktober 1638)        | 1596–1638      |                                                    | Erhielt 1572 mit der Erfurter Teilung des Herzogtums Sachsen das Herzogtum Sachsen-Coburg-Eisenach und regierte es bis zur Teilung in Sachsen-Eisenach und Sachsen-Coburg 1596 gemeinsam mit seinem Bruder Johann Casimir, dabei standen beide bis 1586 unter Vormundschaft; regierte ab dem Tod seines Bruders 1633 zusätzlich Sachsen-Coburg. |
| Nach Johann Ernsts Tod 1638 wurde Sachsen-Coburg-Eisenach unter Sachsen-Weimar (zwei Drittel) und Sachsen-Altenburg (ein Drittel) aufgeteilt.      |                                                          |                |                                                    | |
| | Albrecht (* 27. Juli 1599; † 20. Dezember 1644)          | 1640–1644      | Sohn eines Cousins ersten Grades seines Vorgängers | Erhielt 1640/41 mit der Ernestinischen Teilung des Herzogtums Sachsen-Weimar das damit zum zweiten Mal entstandene Herzogtum Sachsen-Eisenach. |
| Nach Albrechts Tod 1644 wurde Sachsen-Eisenach unter Sachsen-Weimar und Sachsen-Gotha hälftig aufgeteilt.                                          |                                                          |                |                                                    | |
| | Adolf Wilhelm (* 15. Mai 1632; † 21. November 1668)      | 1662–1668      | Neffe seines Vorgängers                            | Erhielt 1662 bei einer mit seinen Brüdern vereinbarten Nutzungsteilung des Herzogtums Sachsen-Weimar die Einkünfte mehrerer Ämter im Raum Eisenach, wo er auch residierte; folglich war er Mitherzog von Sachsen-Weimar mit Residenz in Eisenach. |
| | Wilhelm August (* 30. November 1668; † 23. Februar 1671) | 1668–1671      | Sohn seines Vorgängers                             | Wurde neun Tage nach dem Tod seines Vaters geboren und verstarb noch als Kleinkind; war von Geburt an nomineller Mitherzog von Sachsen-Weimar mit Residenz in Eisenach, stand allerdings zeitlebens unter der Vormundschaft seines Onkels Johann Georg I. |
| | Johann Georg I. (* 12. Juli 1634; † 19. September 1686)  | 1672–1686      | Onkel seines Vorgängers, Bruder Adolf Wilhelms     | Ab 1661 durch Heirat Graf von Sayn-Altenkirchen; erhielt 1662 bei einer mit seinen Brüdern vereinbarten Nutzungsteilung des Herzogtums Sachsen-Weimar die Einkünfte mehrerer Ämter im Raum Marksuhl, wo er auch residierte; folglich war er zunächst Mitherzog von Sachsen-Weimar mit Residenz in Marksuhl; war von 1668 bis 1671 Vormund seines Neffen Wilhelm August; erhielt bei der 1672 vollzogenen Landesteilung das damit zum dritten Mal entstandene Herzogtum Sachsen-Eisenach und führte dort 1685 die Primogenitur ein; begründete die Jüngere Linie Sachsen-Eisenach. |
| | Johann Georg II. (* 24. Juli 1665; † 10. November 1698)  | 1686–1698      | Sohn seines Vorgängers                             | Zudem Graf von Sayn-Altenkirchen. |
| | Johann Wilhelm (* 17. Oktober 1666; † 4. Januar 1729)    | 1698–1729      | Bruder seines Vorgängers                           | Zudem Graf von Sayn-Altenkirchen. |
| | Wilhelm Heinrich (* 10. November 1691; † 26. Juli 1741)  | 1729–1741      | Sohn seines Vorgängers                             | Zudem Graf von Sayn-Altenkirchen; letzter Herrscher aus der Jüngeren Linie Sachsen-Eisenach, die mit seinem Tod im Mannesstamm ausstarb. |
| Nach Wilhelm Heinrichs Tod 1741 fiel Sachsen-Eisenach an die Herzöge von Sachsen-Weimar, die beide Fürstentümer fortan in Personalunion regierten. |                                                          |                |                                                    | |
| | Ernst August I. (* 19. April 1688; † 19. Januar 1748)    | 1741–1748      | Cousin zweiten Grades seines Vorgängers            | Seit 1707 Mitherzog und seit 1728 Herzog von Sachsen-Weimar. |
| | Ernst August II. (* 2. Juni 1737; † 28. Mai 1758)        | 1748–1758      | Sohn seines Vorgängers                             | Stand bis 1755 unter Vormundschaft von Friedrich III., Herzog von Sachsen-Gotha-Altenburg. |
| | Carl August (* 3. September 1757; † 14. Juni 1828)       | 1758–1809      | Sohn seines Vorgängers                             | Stand bis 1775 unter Vormundschaft seiner Mutter Anna Amalia von Braunschweig-Wolfenbüttel; war ab 1809 Herzog von Sachsen-Weimar-Eisenach, ab 1815 Großherzog. |
| 1809 aufgegangen in Sachsen-Weimar-Eisenach durch Umwandlung der Personalunion in eine Realunion.                                                  |                                                          |                |                                                    | |